# Embu Airport
Embu Airport är en flygplats i Kenya.   Den ligger i länet Embu, i den centrala delen av landet, 110 km nordost om huvudstaden Nairobi. Embu Airport ligger 1 268 meter över havet.
Terrängen runt Embu Airport är kuperad norrut, men söderut är den platt. Terrängen runt Embu Airport sluttar söderut. Runt Embu Airport är det ganska tätbefolkat, med 111 invånare per kvadratkilometer. Närmaste större samhälle är Embu, 6,7 km nordväst om Embu Airport. I omgivningarna runt Embu Airport växer huvudsakligen savannskog.